# Les Oiseaux du lac Stymphale
Pour les créatures de la mythologie grecque, voir Oiseaux du lac Stymphale.
Les Oiseaux du lac Stymphale (The Stymphalean Birds) est une nouvelle policière d'Agatha Christie mettant en scène le personnage d'Hercule Poirot.
C'est la 5e affaire des douze travaux d'Hercule Poirot, doint le titre renvoie aux créatures monstrueuses combattues par le dieu de la mythologie grecque Héraklès (Hercule en latin) : les Oiseaux du lac Stymphale.
Initialement publiée le 17 septembre 1939 dans la revue This Week aux États-Unis, cette nouvelle a été reprise en recueil en 1947 dans The Labours of Hercules au Royaume-Uni et aux États-Unis. Elle a été publiée pour la première fois en France dans la collection Série rouge en 1948, puis dans le recueil Les Travaux d'Hercule en 1966.

## Personnages
- Hercule Poirot : détective privé.
- Harold Waring : 30 ans ; homme politique anglais ; attiré par Elsie Clayton.
- Elsie Clayton : 25 ans ; fille de Mme Rice ; pensionnaire à l’hôtel.
- Mme Rice : 50 ans ; mère d'Elsie Clayton ; pensionnaire à l’hôtel.
- Philip Clayton : environ 50 ans ; mari violent d'Elsie Clayton.
- Deux sœurs polonaises : environ 60 ans ; pensionnaires à l’hôtel.

## Résumé

### Mise en place de l'intrigue
Harold Waring est en vacances dans un pays d'Europe centrale. Il se lie d'amitié avec deux Anglaises, Mme Rice et sa fille Elsie Clayton, mais est rebuté par la présence de deux Polonaises, apparemment sœurs, aux visages disgracieux et sournois.
Un soir, alors que Harold et Elsie discutent dans la chambre de celle-ci, un homme furieux vient les interrompre : il s'agit de M. Clayton. Jaloux et menaçant, il est près de frapper Harold et Elsie. Celle-ci, dans un mouvement de légitime défense, lui jette un coupe-papier à la figure. L'homme s'effondre. Harold retourne dans sa chambre. Il apprend peu après que M. Clayton est mort.
Mme Rice propose à Harold de soudoyer la police locale ainsi que l'hôtelier. Harold accepte ce plan et remet à Mme Rice une forte somme d'argent. Quelques heures après, la police arrive et repart sans procéder à une interpellation. L'affaire semble réglée.

### Enquête
Le lendemain, Harold voit les deux Polonaises discuter avec Mme Rice. Puis celle-ci explique à Harold que les deux femmes réclament leur part du « gâteau » : elles veulent être payées pour leur silence. Effondré devant ce chantage, Harold se confie à un nouveau-venu dans l'hôtel, Hercule Poirot.
Ce dernier accepte de procéder à une enquête. Il envoie divers télégrammes.

### Dénouement et révélations finales
Le lendemain, Harold rencontre Poirot qui lui annonce que les deux femmes maîtres chanteur ont été arrêtées, non pas les deux Polonaises, innocentes, mais Mme Rice et sa fille. Le prétendu « M. Clayton » n'a jamais existé : la scène de l'agression et de sa mort était un coup monté ; c'était Mme Rice qui s'était déguisée en homme. Poirot a eu la confirmation que les deux femmes n'en étaient pas à leur premier coup. Le détective fait remarquer à Harold sa naïveté : d'une part il ne faut juger les gens sur leur aspect ; d'autre part la police, y compris en Europe centrale, n'est pas aussi corruptible qu'il pouvait le penser.

## Analyse
Agatha Christie réutilise pour cette nouvelle le pays fictif d'Herzoslovaquie, figurant dans deux autres de ses œuvres : Le Secret de Chimneys (1925) et Un, deux, trois... (1940). Situé dans les Balkans d'après Mme Rice, il utilise pour langue une variante du slovaque. Son nom évoque la Tchécoslovaquie, ancien pays d'Europe centrale qui exista de 1918 à 1992. On y trouve le lac Stempka, lieu de villégiature de touristes européens. D'où le titre de l'enquête en français : "Les oiseaux du lac Stymphale".

## Publications
Avant de figurer dans un recueil, la nouvelle avait fait l'objet de publications dans des revues :
- le 17 septembre 1939, aux États-Unis, sous le titre « The Vulture Women », dans la revue This Week[2] ;
- en avril 1940, au Royaume-Uni, sous le titre « Birds of Ill-Omen », dans le no 592 de la revue The Strand Magazine[2] ;
- en 1948, en France, dans le no 13 de la collection Série rouge[3] ;
- en février 1957, au Royaume-Uni, dans le no 6 (vol. 1) de la revue The Creasey Mystery Magazine[4].

La nouvelle a ensuite fait partie de nombreux recueils :
- en 1947, au Royaume-Uni et aux États-Unis, dans The Labours of Hercules[2] (avec 11 autres nouvelles) ;
- en 1966, en France, dans Les Travaux d'Hercule (adaptation des recueils anglo-saxons).

## Adaptation
L'intrigue de la nouvelle fait partiellement partie de Les Travaux d'Hercule (The Labors Of Hercule), téléfilm britannique de 2013 de la série télévisée Hercule Poirot (69e épisode, 13.04), avec David Suchet dans le rôle principal.